# 加藤節
加藤 節（かとう たかし、1944年〈昭和19年〉5月24日 - ）は、日本の政治学者。成蹊大学名誉教授・法学部特任教授。専門は、政治哲学、西欧政治思想史。ジョン・ロック研究者として知られるのみならず、近年では南原繁や丸山眞男に代表される戦後日本における批判的知識人の思想史的系譜に関する研究でも有名。また、安倍晋三の恩師としても知られている。　

## 経歴・人物
長野県生まれ。1965年4月、東京大学文科一類に入学。東京大学法学部卒業。同大学大学院法学政治学研究科を修了。福田歓一の下で政治哲学を学ぶ。1974年4月、成蹊大学法学部講師。翌75年4月、同大助教授。76年、東京大学から法学博士の学位を取得。論文の題は『17世紀政治理論における「宗教批判」の展開：社会契約説と宗教理論』であった。1982年、成蹊大学教授。1990年、成蹊大学アジア太平洋研究センター所長に就任。2002年には日本政治思想学会代表理事に就任した。2013年4月、成蹊大学名誉教授の称号を受けた。「九条科学者の会」で呼びかけ人を務めている。
教え子の一人である安倍晋三に関して「首相と取り巻きは、憲法は既にないものとの認識ではないか」「ずるい政治家です」と批判している。
2020年5月15日、検察庁法改正に反対する松尾邦弘・元検事総長ら検察OB14名が法務省に提出した「東京高検検事長の定年延長についての元検察官有志による意見書」は、その中で加藤訳の『統治二論』を引用した。
妻は政治学者の西崎文子。

## 著書

### 単著
- 『近代政治哲学と宗教――17世紀社会契約説における「宗教批判」の展開』（東京大学出版会、1979年）
- 『ジョン・ロックの思想世界――神と人間との間』（東京大学出版会、1987年）
- 『政治と人間』（岩波書店、1993年）
- 『南原繁――近代日本と知識人』（岩波新書、1997年）
- 『政治と知識人――同時代史的考察』（岩波書店、1999年）
- 『政治学を問いなおす』（筑摩書房［ちくま新書］、2004年）
- 『同時代史考――政治思想講義』（未來社、2012年）
- 『南原繁の思想世界――原理・時代・遺産』（岩波書店、2016年）
- 『ジョン・ロック――神と人間との間』（岩波新書、2018年）
- 『スピノザ――「変性の哲学者」の思想世界』（筑摩選書、2025年）

### 編著
- 『デモクラシーの未来――アジアとヨーロッパ』（東京大学出版会、1993年）
- 『デモクラシーとナショナリズム――アジアと欧米』（成蹊大学アジア太平洋研究センター叢書、2011年）

### 共編著
- （宮島喬）『難民』（東京大学出版会、1994年）
- （佐々木毅）『福田歓一著作集（全10巻）』（岩波書店、1998年）

### 訳書
- ジョン・ダン『ジョン・ロック――信仰・哲学・政治』（岩波書店、1987年）
- クェンティン・スキナー『思想史とはなにか――意味とコンテクスト』（半澤孝麿と共編訳、岩波書店、1990年）
- アーネスト・ゲルナー『民族とナショナリズム』（監訳、岩波書店、2000年）
- ジョン・ロック『完訳 統治二論』（岩波書店、2007年／岩波文庫、2010年）、ISBN 978-4003400777
- ジョン・ロック『寛容についての手紙』（李静和と共訳、岩波文庫、2018年）
- ジョン・ロック『キリスト教の合理性』（岩波文庫、2019年）、ISBN 978-4003400791
- トマス・ホッブズ『リヴァイアサン』（ちくま学芸文庫 上・下、2022年）